# 公所后炮台
公所后炮台，位于山东省威海市环翠区刘公岛，为全国重点文物保护单位“刘公岛甲午战争纪念地”之一。现隶属中国甲午战争博物馆。

## 简介
公所后炮台位于水师学堂堞墙北150米的小山上，包括半地下兵舍和炮位。半地下兵舍依炮台南面劈山兴建，用赭红色花岗岩砌筑，石制檐口、腰线、立垛、排水口、门窗拱券等，外观为欧洲建筑风格；兵舍之间既相互连通，又相对独立，均可经坑道直接抵达炮位。地面炮位（地阱炮位）共两座，呈圆坑形，毁于甲午战争，1989年修复其中1座并对外开放，大炮为复制品。
1988年公所后炮台作为“刘公岛甲午战争纪念地”之一被公布为全国重点文物保护单位。